# Златан Муслимович
Златан Муслимович (босн. Zlatan Muslimović, нар. 6 березня 1981, Баня-Лука, СФРЮ) — боснійський футболіст, нападник клубу «Копер». Виступав за національну збірну Боснії і Герцеговини.
Володар Кубка Інтертото.

## Клубна кар'єра
Вихованець футбольної школи клубу «Гетеборг».
У дорослому футболі дебютував 1999 року виступами за команду клубу «Удінезе», в якій провів два сезони, взявши участь у 2 матчах чемпіонату. За цей час виборов титул володаря Кубка Інтертото.
Згодом з 2001 по 2008 рік грав у складі команд клубів «Перуджа», «Пістоєзе», «Асколі», «Падова», «Ріміні», «Мессіна», «Парма» та «Аталанта».
Своєю грою за останню команду привернув увагу представників тренерського штабу клубу ПАОК, до складу якого приєднався 2008 року. Відіграв за клуб із Салонік наступні три сезони своєї ігрової кар'єри.
Протягом 2012—2015 років захищав кольори клубів «Гуйчжоу Женьхе» та «Заврч».
До складу клубу «Копер» приєднався 2016 року. 2017 року припинив виступи за команду.

## Виступи за збірні
2001 року залучався до складу молодіжної збірної Боснії і Герцеговини. На молодіжному рівні зіграв у чотирьох офіційних матчах.
2006 року дебютував в офіційних матчах у складі національної збірної Боснії і Герцеговини. До 2011 року зіграв 31 матч.

## Статистика виступів

### Статистика клубних виступів
| Сезон                      | Команда                    | Чемпіонат                  | Чемпіонат | Чемпіонат | Національний кубок | Національний кубок | Національний кубок | Континентальні кубки | Континентальні кубки | Континентальні кубки | Інші змагання | Інші змагання | Інші змагання | Усього | Усього |
| Сезон                      | Команда                    | Ліга                       | Ігор      | Голів     | Ліга               | Ігор               | Голів              | Ліга                 | Ігор                 | Голів                | Ліга          | Ігор          | Голів         | Ігор   | Голів  |
| -------------------------- | -------------------------- | -------------------------- | --------- | --------- | ------------------ | ------------------ | ------------------ | -------------------- | -------------------- | -------------------- | ------------- | ------------- | ------------- | ------ | ------ |
| 2001-січ. 2002             | «Перуджа»                  | A                          | 0         | 0         | КІ                 | 1                  | 0                  | -                    | -                    | -                    | -             | -             | -             | 1      | 0      |
| січ.-лип. 2002             | «Пістоєзе»                 | B                          | 8         | 1         | КІ                 | -                  | -                  | -                    | -                    | -                    | -             | -             | -             | 8      | 1      |
| 2002–03                    | «Асколі»                   | B                          | 11        | 0         | КІ                 | 1                  | 0                  | -                    | -                    | -                    | -             | -             | -             | 12     | 0      |
| 2003–04                    | «Падова»                   | C1                         | 30        | 6         | CI-C               | 0                  | 0                  | -                    | -                    | -                    | -             | -             | -             | 30     | 6      |
| 2004–05                    | «Ріміні»                   | C1                         | 32        | 15        | КІ+CI-C            | 3+0                | 2                  | -                    | -                    | -                    | SL-C1         | 2             | 2             | 37     | 19     |
| 2005–06                    | «Мессіна»                  | A                          | 25        | 4         | -                  | -                  | -                  | -                    | -                    | -                    | -             | -             | -             | 25     | 4      |
| 2006–07                    | «Парма»                    | A                          | 29        | 3         | КІ                 | 3                  | 2                  | КУЄФА                | 3                    | 0                    | -             | -             | -             | 35     | 5      |
| 2007–08                    | «Аталанта»                 | A                          | 10        | 2         | КІ                 | 0                  | 0                  | -                    | -                    | -                    |               | -             | -             | 10     | 2      |
| 2008–09                    | «ПАОК»                     | СЛ                         | 22+3      | 7         | КГ                 | 3                  | 0                  | -                    | -                    | -                    | -             | -             | -             | 28     | 7      |
| 2009–10                    | «ПАОК»                     | СЛ                         | 19+5      | 6+2       | КГ                 | 1                  | 0                  | ЛЄ                   | 3                    | 1                    | -             | -             | -             | 28     | 9      |
| 2010–11                    | «ПАОК»                     | СЛ                         | 16+5      | 1+1       | КГ                 | 4                  | 0                  | ЛЧ+ЛЄ                | 1+6                  | 2                    | -             | -             | -             | 32     | 4      |
| Усього за ПАОК             | Усього за ПАОК             | Усього за ПАОК             | 57+13     | 14+3      |                    | 8                  | 0                  |                      | 10                   | 3                    |               | -             | -             | 88     | 20     |
| 2012                       | «Гуйчжоу Женьхе»           | КСЛ                        | 28        | 13        | КК                 | 5                  | 1                  | -                    | -                    | -                    | -             | -             | -             | 33     | 14     |
| 2013                       | «Гуйчжоу Женьхе»           | КСЛ                        | 23        | 3         | КЧ                 | 6                  | 3                  | АЛЧ                  | 6                    | 1                    | -             | -             | -             | 35     | 7      |
| 2014                       | «Гуйчжоу Женьхе»           | КСЛ                        | 5         | 0         | КК                 | 0                  | 0                  | АЛЧ                  | 1                    | 0                    | СКК           | 1             | 1             | 7      | 1      |
| Усього за «Гуйчжоу Женьхе» | Усього за «Гуйчжоу Женьхе» | Усього за «Гуйчжоу Женьхе» | 56        | 16        |                    | 11                 | 4                  |                      | 7                    | 1                    |               | 1             | 1             | 75     | 22     |
| 2015-січ. 2016             | «Заврч»                    | 1Л                         | 10        | 1         | КС                 | 2                  | 0                  | -                    | -                    | -                    | -             | -             | -             | 12     | 1      |
| січ.-лип. 2016             | «Копер»                    | 1Л                         | 8         | 0         | КС                 | -                  | -                  | ЛЄ                   | -                    | -                    | СКС           | -             | -             | 8      | 0      |
| 2016–17                    | «Копер»                    | 1Л                         | 14        | 2         | КС                 | 1                  | 0                  | -                    | -                    | -                    | -             | -             | -             | 15     | 2      |
| Усього за «Копер»          | Усього за «Копер»          | Усього за «Копер»          | 22        | 2         |                    | 1                  | 0                  |                      | -                    | -                    |               | -             | -             | 23     | 2      |
| Усього за кар'єру          | Усього за кар'єру          | Усього за кар'єру          | 304       | 67        |                    | 30                 | 8                  |                      | 20                   | 4                    |               | 3             | 3             | 356    | 82     |

## Досягнення
- Володар Кубка Інтертото (1):

«Удінезе»: 2000
- Володар Кубка Китаю (1):

«Гуйчжоу Женьхе»: 2013
- Володар Суперкубка Китаю (1):

«Гуйчжоу Женьхе»: 2014